# Boereja (bergketen)
De Boereja (Russisch: Буреинский хребет) is een bergketen gelegen in Kraj Chabarovsk in het zuiden van het Russische Verre Oosten. De zuidelijke uitlopers liggen ongeveer 100 km ten noorden van Chabarovsk. Het gebergte heeft een lengte van circa 400 kilometer en bereikt een maximale hoogte van 2.167 meter boven zeeniveau. Het gebergte bestaat voornamelijk uit graniet, gneiss, sedimentair gesteente en vulkanisch gesteente. Grote delen van het massief zijn bedekt met naald- en gemengde bossen. In het gebergte ontspringen de rivieren Boereja, Oermi en Amgoen. Op de kam ligt het Bolsjoj Soeloekmeer, waaruit de Soeloek ontspringt, die verderop in de Amgoen uitmondt. Een deel van de bergketen ligt in het strikte natuurreservaat Zapovednik Boereinski.
De Baikal-Amoerspoorlijn doorkruist het gebied via de Doesse-Alintunnel.